# 岡山県道265号周匝久米南線
岡山県道265号周匝久米南線（おかやまけんどう265ごう すさいくめなんせん）は、岡山県赤磐市から久米郡久米南町に至る一般県道である。

## 概要
赤磐市周匝と久米郡久米南町上二ヶ（かみにか）を結ぶ。

### 路線データ
- 起点：岡山県赤磐市周匝（中村橋交差点、国道374号交点）
- 終点：岡山県久米郡久米南町上二ヶ（全間交差点、国道53号交点、岡山県道52号勝央仁堀中線上）

## 路線状況
素盞鳴尊（スサノオノミコト）が、八岐の大蛇を退治した際に、剣（布都御魂：フツノミタマ）についた血を洗った血洗いの滝。その水が流れていく滝山川に沿っているのがこの道である。八岐の大蛇の血がこの付近の蛇を変化させ、八本の首として復活しつつある。この首の正体がツチノコであり、この道沿いで姿が見られることもしばしば報告されている。

### 重複区間
- 岡山県道52号勝央仁堀中線（久米郡久米南町全間 - 久米郡久米南町上二ヶ・全間交差点（終点））

## 地理

### 通過する自治体
- 岡山県
  - 赤磐市 - 久米郡久米南町

### 交差する道路
| 交差する道路                                   | 市町村名 | 市町村名 | 交差する場所       | 交差する場所        |
| ---------------------------------------------- | -------- | -------- | ------------------ | ------------------- |
| 国道374号                                      | 赤磐市   | 赤磐市   | 周匝               | 中村橋交差点 / 起点 |
| 岡山県道52号勝央仁堀中線 重複区間起点          | 久米郡   | 久米南町 | 全間（またま）     |                     |
| 岡山県道467号上二ヶ小鎌線                      | 久米郡   | 久米南町 | 上二ヶ（かみにか） |                     |
| 国道53号 岡山県道52号勝央仁堀中線 重複区間終点 | 久米郡   | 久米南町 | 上二ヶ             | 全間交差点 / 終点   |

### 沿線
- 赤磐市立城南小学校
- 滝山ダム
- JR西日本津山線 弓削駅（終点付近）